# Ingvar Hansson
Gert Ingvar Severin Hansson (* 19. Februar 1947 in Göteborg) ist ein ehemaliger schwedischer Segler.

## Erfolge
Ingvar Hansson nahm an den Olympischen Spielen 1972 in München und 1976 in Montreal mit John Albrechtson in der Bootsklasse Tempest teil. 1972 verpassten sie noch als Viertplatzierte knapp einen Medaillengewinn, ehe sie vier Jahre darauf gemeinsam Olympiasieger wurden. Mit drei Siegen in sieben Wettfahrten und insgesamt nur 14 Punkten gewannen sie die Regatta mit großem Vorsprung vor dem sowjetischen und dem US-amerikanischen Boot. 1974 wurde Hansson im Starboot zunächst ebenso Vizeweltmeister wie 1975 auch im Tempest, ehe ihm und Albrechtson sowohl 1977 als auch 1978 im Tempest der Titelgewinn gelang. Auch den Titel bei den Europameisterschaften konnten sie gewinnen.